# 干瓢巻き
干瓢巻き（干瓢巻、かんぴょうまき）は、甘辛く煮た干瓢を具材（芯）とする海苔巻きである。「鉄砲巻き」「木津巻き」ともよばれる。鉄火巻きやかっぱ巻きと並ぶ代表的な細巻き寿司であり、江戸前寿司では単に海苔巻きと言えば干瓢巻きを指す。握り寿司を食した後の締めとしても好まれる。

## 歴史
現在につながる巻き寿司が誕生したのは、江戸時代中期である。1750年（寛延3年）から1776年（安永5年）頃に上方で生まれたと考えられており、1787年（天明7年）には早くも江戸まで広まっている。この頃の巻き寿司は、海苔だけでなく、紙やフグの皮、薄焼き玉子、ワカメなどで巻かれ、具材（芯）としては、魚のほかにキクラゲや栗、椎茸、三つ葉などが一緒に巻かれていた。
上方では太巻き寿司が主流であったが、江戸ではその後、細巻き寿司が好まれるようになった。これは、上方では具材が少ないと寂しいと感じた一方で、江戸では具材が多いのは粋ではないと考えられたためとされる。江戸では海苔巻きと言えば干瓢の細巻き寿司が一般的となり、1853年（嘉永6年）に発刊された江戸の風俗を解説した『守貞漫稿』でも、海苔巻として干瓢の細巻き寿司が掲載され、「かんぴょうのみを入れる」と説明されている。
その後、鉄火巻きやかっぱ巻きなど細巻き寿司の種類は増えたが、煮汁を含んだジューシーな食感で寿司飯や海苔との相性の良い干瓢の細巻き寿司は、特に握り寿司を食した後の締めとして「安らぎと安心感を与えてくれる」「安心感にひたれる」「安らぎと充足感を与えてくれる」などと評されている。江戸前寿司の老舗の中には、今でも巻き寿司としては干瓢巻きだけを扱う店もあり、現在に至るまで江戸前寿司の代表的な巻き寿司として親しまれている。

## 別称

### 鉄砲巻き
干瓢巻きは、巻かれた形、あるいは、4つ切りにして寝かせて盛り付けられた様から、「鉄砲巻き」とも呼ばれる。ただし、細巻き寿司一般を「鉄砲巻き」と呼ぶとするものもあれば、逆に干瓢巻きの中でも山葵を入れたものを見た目と辛さから特に「鉄砲巻き」と呼ぶとする資料もある。

### 木津巻き
干瓢巻きは、主に関西で「木津巻き」とも呼ばれる。その由来については、以下のような複数の説がある。
- 摂津国木津に由来するとする説
  - 摂津国木津が日本における干瓢生産の発祥地であるためとする説[29]。
  - 山城国で生産され木津川を下って摂津国木津まで運ばれた干瓢が、ブランド品として「木津カンピョウ」の名称で流通したため、干瓢自体も木津と呼ぶようになったとする説[29]。この説では、干瓢巻きもここで生まれたとされる[29]。
- 近江国木津に由来するとする説
  - 1712年（正徳2年）に、近江国水口藩から下野国壬生藩に国替えになった鳥居忠英が、水口で盛んであった干瓢生産を壬生でも奨励し、干瓢を、水口での主産地であった木津の名で呼んだとする説[29]。なお、2016年（平成28年）現在、日本における干瓢の生産量の93 %を、壬生を含む栃木県が占めている[29]。

## 調理法

### 具材（芯）
具材（芯）には、水で戻して塩揉みした後に茹で、醤油や砂糖などで甘辛く煮た干瓢を用いる。甘辛く煮るのは、寿司飯との相性を考慮してのものである。
干瓢の戻し方は難しく、硬すぎると噛み切れず、柔らかすぎると風味や食感を損なう。また、味付けも濃すぎると干瓢の旨味や風味を殺してしまう。このため、干瓢巻きでその店と職人の技量が分かるとされ、「カンピョウの歯ごたえと味付けがよければ、そこはいい店だ」と言われる。ただ、市場などで販売されている干瓢煮を買ってきて使用する寿司屋も増えてきている。
通常、干瓢巻きには山葵は入れない。「かんぴょうにワサビを入れるのは野暮」とされることもあるが、真意は不明である。山葵を入れた場合は、さっぱりとして軽い食味となる。

### 巻き方
1. 巻き簾の上に、全形の海苔の長辺を半分に切った半切りサイズの焼き海苔を横向きに置く[41][42]。海苔の裏が見えるようにし[43][44]、切り口を奥にする[45]。
2. 海苔の上に寿司飯を載せ、潰さないように広げる[45]。寿司飯は、酸味を利かせて甘味を抑えた[46]関東風の寿司飯を、1本にあたり茶碗半分程度用いる[47]。海苔の上端は、のりしろとして空けておく[44][45]。中央の干瓢を載せる部分はやや薄く、上下は厚めにすると良い[43][45]。
3. 干瓢を中央に横に載せ[42][48]、干瓢が中心からずれないように指先で押さえながら[42][49]、巻き簾を持ち上げるようにして巻く[44][50]。干瓢は、あらかじめ捩じってから載せると巻きやすい[48]。
4. 巻き簾の上から力を入れて締める[37][49]。店によって四角く成形するところとかまぼこ型（トンネル型[49]、馬蹄形[37]、ドーム状[51]）に成形するところとがあり[44]、干瓢巻きと納豆巻きだけはかまぼこ型にするとしている資料もある[51]。干瓢と寿司飯が馴染み、かつ硬くならない力加減が求められ[50]、横から吹いたら干瓢が飛び出すくらいが良いとされる[52]。
5. 巻き簾を外して包丁で半分に切り、さらに2等分して4つに切り分け、盛り付ける[37][50]。包丁を持つ手の反対の手で切る部分の両脇を押さえ[49]、干瓢と寿司飯が潰れないよう一気に押し切る[50]。

### 盛り付け

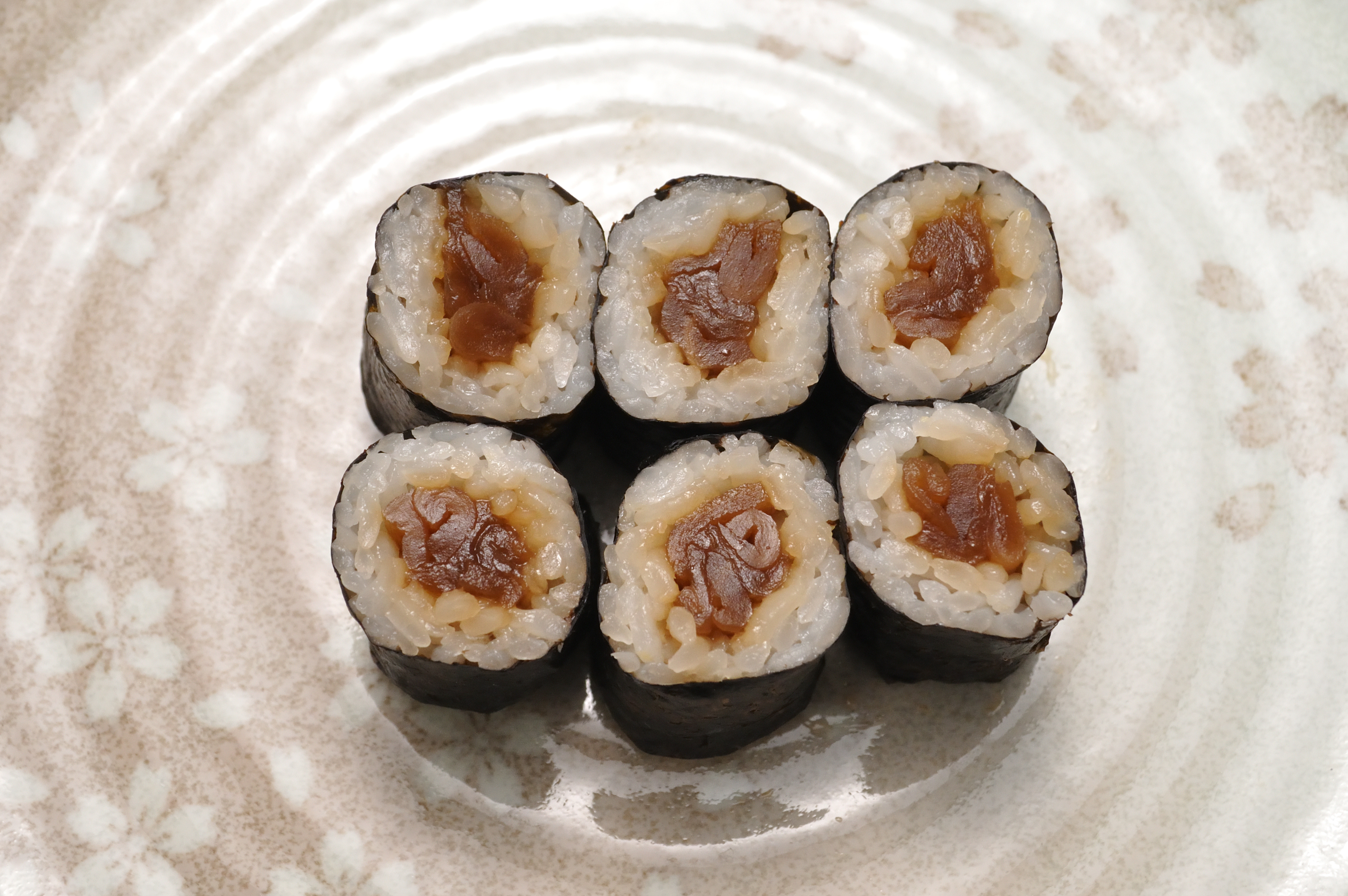
6つ切りにした干瓢巻き

一般的には、他の細巻き寿司は6つ切りにして切り口を天地に向けて盛り付けるが、干瓢巻きは4つ切りにして煮汁が染み出さないように寝かせて盛り付けるとされる。ただ、江戸風俗の研究者で、文化庁文化財保護審議会専門委員などを務めた宮尾しげをは、かっぱ巻きや新香巻きなどは8つ切り、鉄火巻きは6つ切りにするとしている。それでも、干瓢巻きは4つ切りにすることと、それぞれの盛り付け方は通説と同じである。
干瓢巻きの「6つ切りは野暮」と言われるが、これも理由は定かではなく、噂話の類ともされる。あえて干瓢巻きを6つ切りで提供する寿司屋もある。4つ切りは重厚感があり、6つ切りにした場合は軽く食べられるとされる。
干瓢に味がついているため、通常、干瓢巻きには醤油をつけず、そのまま食する。

## 文化
関西圏
関西・九州・四国などでは干瓢巻きを食べる文化がない。
助六寿司（鮨）
干瓢巻きと稲荷寿司のセットを助六寿司と呼ぶ。このネーミングは、歌舞伎の演目『助六由縁江戸桜』に登場する主役の助六、そしてヒロインとして登場する花魁の揚巻に由来する。揚巻の「揚」は稲荷寿司、「巻」は巻き寿司を意味する言葉遊びである。
取り上げた作品
高橋留美子の漫画作品『めぞん一刻』では、ヒロイン・音無響子の亡夫である音無惣一郎の好物とされている。第77話「春の墓」で、響子が惣一郎の墓参りに訪れ、墓前に供えるために惣一郎が好物だったという干瓢巻きが登場する。
サビかん
ワサビを入れた干瓢巻き。栃木県の壬生町で食べられている。